# Carole Monnet
Carole Monnet, (ur. 1 grudnia 2001 w Bojarce) – francuska tenisistka pochodzenia ukraińskiego.

## Kariera tenisowa
W karierze wygrała osiem singlowych i trzy deblowe turnieje rangi ITF. 11 września 2023 zajmowała najwyższe miejsce w rankingu singlowym WTA Tour – 162. pozycję, natomiast 28 października 2024 osiągnęła najwyższą lokatę w deblu – 129. miejsce.

## Finały turniejów WTA 125
| Legenda                   | Legenda |
| ------------------------- | ------- |
| Wielki Szlem              |         |
| Igrzyska olimpijskie      |         |
| WTA Tour Championships    |         |
| od 2021                   |         |
| WTA 1000 (obowiązkowe)    |         |
| WTA 1000 (nieobowiązkowe) |         |
| WTA 500                   |         |
| WTA 250                   |         |
| WTA 125                   |         |

### Gra podwójna 2 (1–1)
| Końcowy wynik | Nr | Data             | Turniej    | Nawierzchnia | Partnerka         | Przeciwniczki                 | Wynik finału      |
| ------------- | -- | ---------------- | ---------- | ------------ | ----------------- | ----------------------------- | ----------------- |
| Finalistka    | 1. | 4 maja 2024      | Saint-Malo | Ceglana      | Estelle Cascino   | Amina Anshba Anastasia Dețiuc | 6:7(7), 6:2, 5–10 |
| Zwyciężczyni  | 1. | 14 września 2024 | Bukareszt  | Ceglana      | Darja Semeņistaja | Aliona Bolsova Katarzyna Kawa | 1:6, 6:2, 10–7    |

## Wygrane turnieje rangi ITF
| turnieje z pulą nagród 100 000 $   |
| turnieje z pulą nagród 75/80 000 $ |
| turnieje z pulą nagród 50/60 000 $ |
| turnieje z pulą nagród 40 000 $    |
| turnieje z pulą nagród 25 000 $    |
| turnieje z pulą nagród 15 000 $    |

### Gra pojedyncza
|    | Data       | Turniej       | Naw.    | Przeciwniczka      | Wynik          |
| 1. | 17/11/2019 | Monastyr      | Twarda  | Andreea Prisăcariu | 6:2, 3:1 krecz |
| 2. | 24/11/2019 | Monastyr      | Twarda  | Clara Burel        | 6:2, 6:0       |
| 3. | 01/12/2019 | Monastyr      | Twarda  | Mariia Tkacheva    | 7:5, 6:2       |
| 4. | 23/02/2020 | Monastyr      | Twarda  | Valentina Ryser    | 4:6, 6:1, 6:2  |
| 5. | 20/12/2020 | Monastyr      | Twarda  | Julija Hatouka     | 2:6, 6:1, 7:5  |
| 6. | 29/12/2020 | Monastyr      | Twarda  | Julija Hatouka     | 5:7, 7:5, 6:3  |
| 7. | 02/10/2022 | Lizbona       | Ceglana | Joanne Züger       | 1:6, 6:3, 6:2  |
| 8. | 19/02/2023 | Santo Domingo | Twearda | Darja Semeņistaja  | 7:5, 3:6, 6:1  |